# Linn Records
Linn Records is een Schots platenlabel, dat zich vooral richt op klassieke muziek, jazz en Schotse muziek. Het label is gevestigd in Glasgow.
Linn Records is een onderdeel van Linn Products, een onderneming die draaitafels maakte. Omdat de test-platen die de onderneming gebruikte van een matige kwaliteit waren was het bedrijf uit op een kwalitatief hoogstaande lp die als testplaat gebruikt kon worden en kwam het in 1983 daarom met twee platen, van Carole Kidd en The Blue Nile. Dit was het begin van Linn Records, een platenlabel dat audiofiele platen uitbrengt, nu ook op cd en als download. Het label kreeg in 2010 het Record Label of the Year-award tijdens de Gramophone Awards.
Op het gebied van de klassieke muziek heeft het platen uitgebracht van het Scottish Chamber Orchestra, Nigel North, James Gilchrist, Artur Pizarro en Thalia Ensemble. Jazz-musici wier werk op het label uitkwam, zijn onder meer Gerard Presencer, Tommy Smith, Claire Martin, Martin Taylor en David Newton. Op het gebied van popmuziek kwam het met muziek van bijvoorbeeld Maeve O'Boyle.